# Okada Yuki
Yuki Okada (sinh ngày 4 tháng 10 năm 1983) là một cầu thủ bóng đá người Nhật Bản.

## Sự nghiệp câu lạc bộ
Yuki Okada đã từng chơi cho Chuo Bohan, Consadole Sapporo, Tochigi SC, Mito HollyHock và Fujieda MYFC.